# GRB 090423
GRB 090423 je gama záblesk objevený 23. dubna 2009 v 7.55:19 UTC misí Swift Gamma-Ray Burst. Záblesk trval 10 sekund a nacházel se v souhvězdí Lva (α: 09h 55m 33.08s; δ: +18° 08′ 58.9″). Dosvit byl detekován v infračerveném spektru a umožnil astronomům určit rudý posuv z ≈ 8,2, čímž se GRB 090423 stal v době svého době nejvzdálenějším gama zábleskem a zároveň nejvzdálenějším pozorovaným objektem ve vesmíru.
Cesta světla ze záblesku k Zemi trvala asi 13 miliard let, GRB 090423 se tedy stal i nejstarším detekovaným objektem vůbec. Tato událost se odehrála sotva 630 milionů let po velkém třesku, což potvrzuje, že masivní zrození a umírání hvězd se děla již ve velmi brzkém vesmíru. GRB 090423 a podobné události nabízejí jedinečnou možnost studia raných fází vesmíru, neboť jsou jedny z mála jevů pozorovatelných současnou technikou.